# Ермолаев, Пётр Алексеевич
Пётр Алексеевич Ермолаев — стрелок 1312-го стрелкового полка (17-я стрелковая дивизия, 48-я армия, 2-й Белорусский фронт), красноармеец.

## Биография
Пётр Алексеевич Ермолаев родился в семье рабочего в городе Орёл. Окончил 4 класса школы. Работал токарем на заводе.
5 июля 1943 года Орловским горвоенкоматом был призван в ряды Красной армии. С 3 сентября 1943 года на фронтах Великой Отечественной войны.
В бою 2 февраля 1944 года, работая связным, у деревни Кобыльщина Полесской области, доставляя срочный приказ в 5-ю роту, красноармеец Ермолаев был обстрелян автоматчиком противника сидевшим на дереве и обстреливавшим атакующих красноармейцев. Ермолаев выследил автоматчика и короткой очередью уничтожил его. Приказ в роту был доставлен своевременно. В период боёв 3—5 февраля 1944 года он, под сильным огнём противника, быстро и своевременно доставлял приказы и донесения, чем способствовал оперативному управлению и успеху части. Приказом по 17-й стрелковой дивизии от 9 февраля 1944 года он был награждён орденом Славы 3-й степени.
7 октября 1944 года красноармеец Ермолаев бесшумно переправился со своим пулемётом через реку Нарев возле деревни Гнойно (повят Пултуский Мазовецкого воеводства), занял выгодную позицию и обрушил на противника всю мощь огня своего пулемёта, способствуя быстрейшему форсированию реки батальоном. В наступательном бою 24 октября 1944 года возле населённого пункта Клешево (2 км севернее Пултуска) красноармеец Ермолаев с пулемётом наперевес атаковал позиции противника, ведя на ходу из него огонь. Он преодолел проволочные заграждения и первым ворвался в траншеи противника, уничтожая солдат противника. Приказом 48-й армии от 22 ноября 1944 года он был награждён орденом Славы 2-й степени.
30 января 1945 года в Восточной Пруссии в населённом пункте Райхвальде (в настоящее время Лесиская, гмина Годково в Варминьско-Мазурском воеводстве), при выходе из окружения, красноармеец Ермолаев первым ворвался в населённый пункт и вступил в бой с солдатами противника, уничтожив огнём из своего автомата 5-х из них Стремясь вернуть утраченные позиции, противник предпринял яростную контратаку превосходящими силами. Ермолаев из хорошо замаскированной позиции мужественно отражал контратаки. Будучи ранен, превозмогая большие трудности, он отразил 3 контратаки противника, чем способствовал успешному выполнению боевой задачи. Указом Президиума Верховного Совета СССР от 19 апреля 1945 года он был награждён орденом Славы 1-й степени.
Рядовой Ермолаев был демобилизован в 1945 году. Вернулся на родину. Работал грузчиком на мясоптицекомбинате.
Скончался Пётр Алексеевич Ермолаев 13 февраля 1959 года.